# Nati nel 1386
| Questa pagina contiene informazioni ricavate automaticamente dalle voci biografiche con l'ausilio del template Bio e di un bot. L'aggiornamento è periodico e automatico e ricostruisce completamente la pagina. Se manca una persona in questa lista, sei pregato di non aggiungerla, ma accertati piuttosto che la sua voce biografica contenga il template Bio e che i dati anagrafici siano correttamente compilati. Se il template Bio manca, inseriscilo tu stesso o, in alternativa, metti l'avviso {{tmp\|Bio}} che ne segnala la mancanza. Se i dati riportati sono sbagliati, correggi direttamente la voce biografica; le modifiche saranno visibili in questa lista entro pochi giorni. Per chiarimenti vedi il progetto biografie. La lista contiene solo le 20 persone che sono citate nell'enciclopedia e per le quali è stato implementato correttamente il template Bio. Pagina aggiornata al 10 ago 2025. |

- 12 marzo - Ashikaga Yoshimochi, militare giapponese († 1428)
- 15 aprile - Lancillotto di Navarra, patriarca cattolico spagnolo († 1420)
- 24 giugno - Giovanni da Capestrano, religioso italiano († 1456)
- 16 settembre - Ambrogio Traversari, presbitero, teologo e umanista italiano († 1439)
- 25 novembre - Elisabetta Achler, religiosa e mistica tedesca († 1420)
- Alberto Alberti, cardinale e vescovo cattolico italiano († 1445)
- Guido I Aldobrandeschi, conte italiano († 1438)
- Alessandro I di Georgia, sovrano († 1446)
- Beatrice di Navarra, nobile († 1410)
- Beatrice d'Aviz, nobile portoghese († 1447)
- Cristoforo Buondelmonti, geografo e monaco cristiano italiano
- Donatello, scultore, pittore e architetto italiano († 1466)
- Enrico XVI di Baviera-Landshut, duca tedesco († 1450)
- Eleanor Holland, nobile britannica
- Guilbert de Lannoy, cavaliere medievale fiammingo († 1462)
- Mehmet I, sultano ottomano († 1421)
- Niccolò Piccinino, condottiero italiano († 1444)
- Pietro di Foix, arcivescovo cattolico, cardinale e religioso francese († 1464)
- Giovanni Tavelli, vescovo cattolico italiano († 1446)
- Niccolò Tedeschi, arcivescovo cattolico e giurista italiano († 1445)